# Lüchun

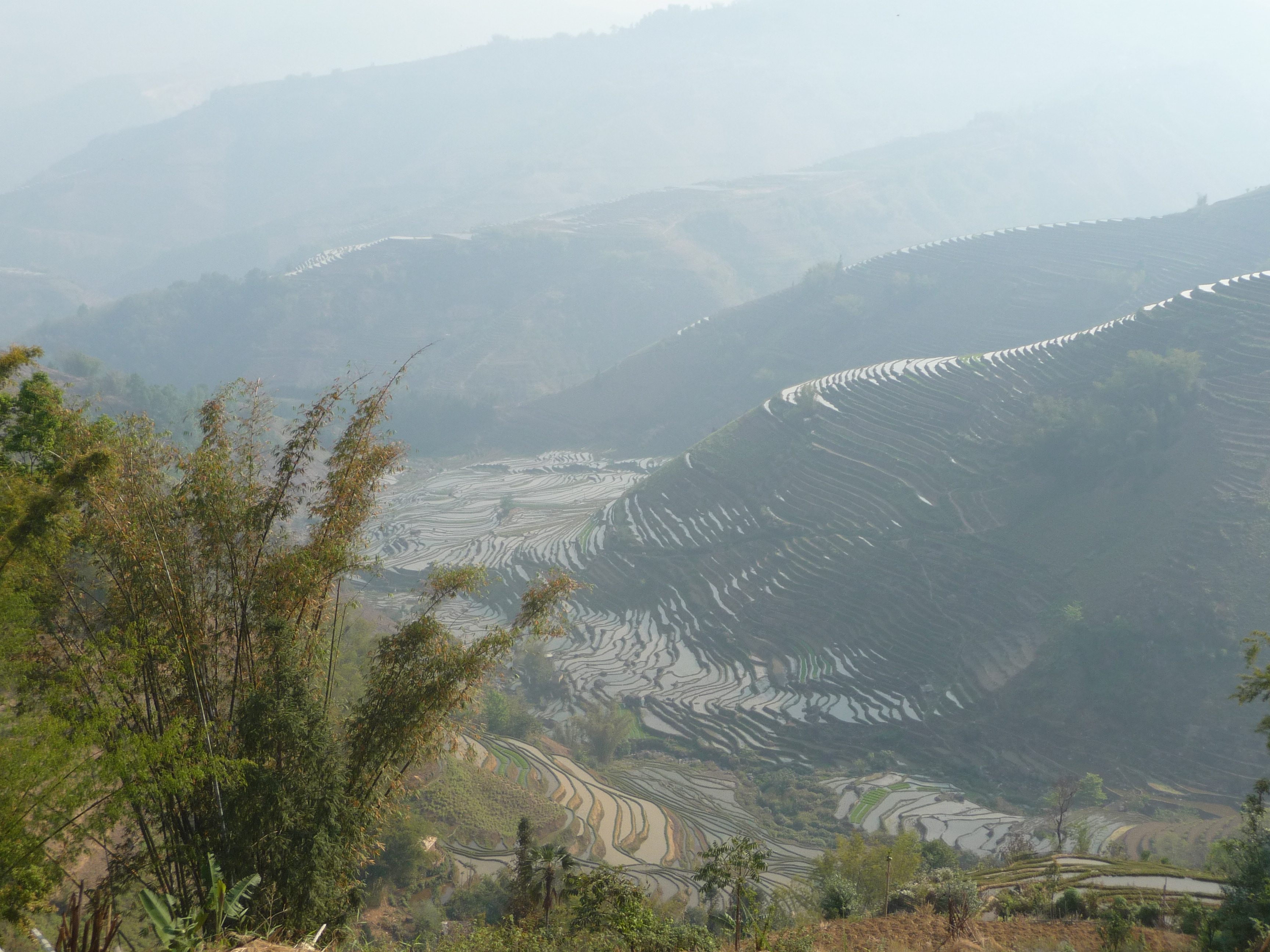
Lüchun, Reisterrassen im Frühjahr (2009)

Lüchun (chinesisch 绿春县, Pinyin Lǜchūn Xiàn) ist ein Kreis des Autonomen Bezirks Honghe der Hani und Yi im Süden der chinesischen Provinz Yunnan. Lüchun hat eine Fläche von 3.089 km² und zählt 210.166 Einwohner (Stand: Zensus 2020).

## Administrative Gliederung
Auf Gemeindeebene setzt sich der Kreis aus einer Großgemeinde und acht Gemeinden zusammen. Diese sind:
- Großgemeinde Daxing 大兴镇
- Gemeinde Gekui 戈奎乡
- Gemeinde Niukong 牛孔乡
- Gemeinde Dashuigou 大水沟乡
- Gemeinde Daheishan 大黑山乡
- Gemeinde Banpo 半坡乡
- Gemeinde Qimaba 骑马坝乡
- Gemeinde Sanmeng 三猛乡
- Gemeinde Pinghe 平河乡

## Lüchun oder Luchun?
Für das Schriftzeichen 绿 sind im Chinesischen die Lesungen lǜ und lù möglich. Nach der Angabe im offiziellen „Katalog der Ortsnamen der Volksrepublik China“ wird der Name des Kreises Lùchūn gelesen. Dies scheint durch einen Artikel auf der chinesischsprachigen Website der Tageszeitung „China Daily“ im Jahre 2006 bestätigt zu werden. Andererseits enthält dieser Artikel direkt neben der Aussage über die Schreibweise Luchun einen offensichtlichen Fehler: Als weiteres Beispiel für die Lesung des Schriftzeichens 绿 wird der Name des Kreises Luqu in der Provinz Gansu mit einem falschen Schriftzeichen (绿曲县 statt korrekt 碌曲县) angegeben, was grundsätzliche Zweifel an der Richtigkeit der Aussage rechtfertigt.
Im Jahr 2000 erschien das „Große Lexikon der Ortsnamen der Volksrepublik China“, in dem zahlreiche Schreibungen des „Katalogs“ von 1994 offiziell revidiert wurden. Hier lautet der Name des Kreises nun Lǜchūn. Dies wird auch von der offiziösen chinesischen Website „Administrative Gliederung“ im Jahre 2010 bestätigt. Die Lesung Lüchun kann also inzwischen als offiziell, die Lesung Luchun bestenfalls als veraltet angesehen werden.